# Jonathan Adams
Jonathan Adams (ur. 16 lipca 1967 w Pittsburghu) – amerykański aktor filmowy i telewizyjny.

## Filmografia

### Filmy
- 1993: Narodziny wampira jako Jorell

### Seriale
- 2015: Dawno, dawno temu jako głos Czrodzieja / Merlina (gościnnie; sezon 4 odcinek 19)
- 2010: Gotowe na wszystko jako Luke Rayfield (gościnnie; sezon 6 odcinek 17)
- 2009: NCIS: Los Angeles jako Peter Caldwell
- 2008 − 2009: Detoks jako Harold Miller
- 2006 − 2009: Jednostka jako Buko
- 2005 − 2010: Kości jako dr Daniel Goodman
- 2005 − 2010: Medium jako Curtis Lambert
- 2005 − 2010: Wzór jako Clifford Hansen
- 2003: Agenci NCIS jako Thomas Zuri
- 2002: Ambasada USA jako Elque 'Q' Polk
- 2002: American Dreams jako Henry Walker
- 2001 − 2007: Jordan gościnnie
- 2001 − 2007: 24 godziny jako Peter Hock